# Il negro parla di fiumi

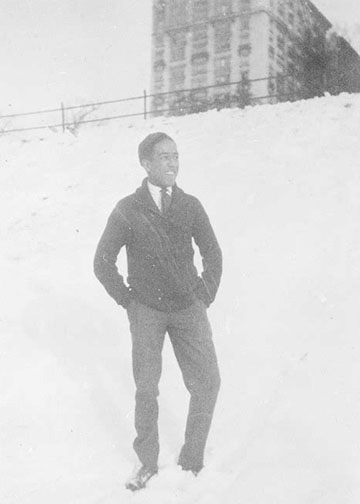
Langston Hughes nel 1919 o 1920

"Il negro parla di fiumi" è una poesia dello scrittore americano Langston Hughes . Hughes scrisse la poesia quando aveva 17 anni e stava attraversando il fiume Mississippi mentre andava a trovare suo padre in Messico. La poesia fu pubblicata per la prima volta l'anno successivo in The Crisis, dando inizio alla carriera letteraria di Hughes. "The Negro Speaks of Rivers" utilizza i fiumi come metafora della vita di Hughes e della più ampia esperienza afro-americana. È stata ristampata spesso ed è considerata una delle opere più famose e distintive di Hughes.

## Vita dell'autore
Langston Hughes è nato nel 1902, nel Missouri. Ha frequentato la scuola superiore a Cleveland, Ohio, dove ha iniziato a scrivere. Si diplomò alla Central High School nel 1917. Diversi anni dopo il diploma di scuola superiore, Hughes decise di recarsi a Città del Messico e vivere con suo padre, che non conosceva bene. Se ne andò nel 1920.

## Composizione e storia della pubblicazione
Hughes disse che la poesia fu scritta in circa "dieci o quindici minuti" sul "retro di una busta" che aveva quando aveva diciassette anni e stava attraversando il fiume Mississippi mentre andava a trovare suo padre in Messico. La poesia fu pubblicata per la prima volta in The Crisis nel giugno 1921, e fu successivamente raccolta in The Weary Blues del 1926. La poetessa Jessie Redmon Fauset, redattrice letteraria di The Crisis, fu responsabile dell'accettazione iniziale e della pubblicazione di "The Negro Speaks of Rivers". Fauset ha scritto in una recensione di The Weary Blues dopo la sua pubblicazione che dopo aver letto la poesia, l'ha portata a WEB Du Bois (l'editore di The Crisis ) e ha detto: "Che persona di colore c'è, supponi, negli Stati Uniti, che scrive così e che conosciamo?". Fauset ha poi scoperto chi fosse Hughes e la poesia è stata pubblicata.
Vent'anni dopo la sua pubblicazione, Hughes suggerì che la poesia fosse trasformata in un film di Hollywood, ma il progetto non andò mai avanti.

## Poesia
I've known rivers:

I've known rivers ancient as the world and older than the

   flow of human blood in human veins.

My soul has grown deep like the rivers.

I bathed in the Euphrates when dawns were young.

I built my hut near the Congo and it lulled me to sleep.

I looked upon the Nile and raised the pyramids above it.

I heard the singing of the Mississippi when Abe Lincoln

   went down to New Orleans, and I've seen its muddy

   bosom turn all golden in the sunset.

I've known rivers:

Ancient, dusky rivers.

My soul has grown deep like the rivers.

## Accoglienza e analisi
The Negro Speaks of Rivers è una delle prime poesie di Hughes ed è considerata l'inizio della sua carriera di poeta. Sandra Merriweather nell'Enciclopedia della poesia americana considerava la poesia una delle migliori opere di Hughes, ed è stata descritta come la sua poesia "firma". Tuttavia, è stata anche descritta come una delle sue "poesie più insolite". L'opera è una delle sue poesie più famose. Il professore Ira Dworkin ha descritto la poesia come "un rappresentante iconico di Hughes e del Rinascimento di Harlem". Dopo la pubblicazione, "ha deliziato i tradizionalisti neri", che hanno apprezzato il messaggio della poesia. Le poesie di Hughes The Negro Speaks of Rivers, Mother to Son e Harlem furono descritte nell'Enciclopedia della scrittura afro-americana come "inni dell'America nera".
La poesia utilizza un fiume come metafora della vita di Hughes e della più ampia esperienza afroamericana. Non ha rime e non ha versi, in particolare la ripetizione di "My soul has grown deep like the rivers" (La mia anima è cresciuta in profondità come i fiumi) per dire che, secondo il professore Christopher C. De Santis, "l'esperienza e la storia, anche se spesso opprimenti, non hanno spento ma piuttosto incoraggiato lo sviluppo di un'anima, la nascita di un sé immortale, l'orgoglioso 'io' che ora parla a tutti coloro che vogliono ascoltare. " Quella frase allude anche a WEB DuBois, che scrisse Le anime del popolo nero nel 1903. Hughes dedicò l'intera poesia a DuBois quando la ripubblicò in The Weary Blues. La dedica è arrivata su sollecitazione di Fauset e non è stata inclusa nelle successive ristampe.
Hughes scrisse la poesia mentre era in corso la Grande Migrazione, un movimento di afroamericani fuori dagli Stati Uniti meridionali e verso città del nord come Chicago . William Hogan, uno studioso, colloca la poesia di Hughes nel contesto di questo vasto sradicamento di popolazione, sottolineando che "riconosce la necessità di un nuovo tipo di radicamento, che abbracci una storia di migrazione e reinsediamento". Hogan sostiene che collegando "comunità di colore attraverso lo spazio e il tempo", Hughes sta sviluppando "una teoria della comunità razziale" che trae forza dalla migrazione e dal cambiamento. I "molti 'percorsi' storicamente percorsi dalla cultura nera non fanno altro che rafforzare le 'radici' della comunità".
Lo studioso Allan Burns ritiene che la poesia sia scritta dal punto di vista di "un'anima" o una "coscienza" dei neri in generale" piuttosto che dallo stesso Hughes. Burns nota anche che la progressione dei fiumi attraverso il poema dall'Eufrate al Mississippi segue una cronologia della storia "dal Giardino dell'Eden [...] all'America moderna". Descrivendo il "muddy bosom" (seno fangoso) del fiume che diventa "golden in the sunset" (dorato al tramonto), Hughes fornisce una nota di speranza che Burns identifica con la frase per aspera ad astra (attraverso la sofferenza, alle stelle). Lo stesso Hughes non aveva viaggiato molto quando scrisse la poesia.
Lo studioso W. Jason Miller considera la poesia un'opera anti-linciaggio, sottolineando che Hughes visse in un'epoca in cui sarebbe stato colpito dai linciaggi, in particolare dopo l'Estate Rossa del 1919, quando numerosi neri furono attaccati e uccisi dai bianchi. Miller nota che Hughes era probabilmente intimidito mentre viaggiava da solo per visitare suo padre in Messico, passando per il Texas, dove si verificarono numerosi linciaggi. Miller prosegue sostenendo che Hughes ha usato la poesia per rassicurare "che poiché altri sono sopravvissuti, anche lui e i suoi lettori possono sopravvivere". Sebbene la poesia sia intitolata con un verbo al presente ("Speaks"), il testo vero e proprio si concentra sul passato ("I've"). Miller ritiene che questo dimostri che Hughes definisce i fiumi come "parte di un regno naturale che deve essere recuperato come sito che gli afroamericani hanno conosciuto e ora dovrebbero conoscere".
Nei suoi primi scritti, tra cui "The Negro Speaks of Rivers", Hughes si ispirò al poeta americano Carl Sandburg. Rachel Blau DuPlessis sostiene che parte della poesia reinterpreta "Il Congo" di Vachel Lindsay, descrivendo il fiume Congo come "un ambiente pastorale nutriente e materno". Hughes fa riferimento allo spirituale "Fiume Profondo" nel verso "My soul has grown deep like the rivers" (La mia anima è cresciuta in profondità come i fiumi). La poesia è stata influenzata anche da Walt Whitman.

## Impatto ed eredità
La poesia è stata citata come diventata "la voce dell'Associazione [NAACP] stessa", insieme a La canzone del figlio di Jean Toomer e agli editoriali scritti da DuBois. Una delle opere più ristampate di Hughes, la poesia era stata ristampata almeno 11 volte entro un decennio dalla sua prima pubblicazione, inclusa l'antologia del 1925 The New Negro, l'opera del 1927 Caroling Dusk , e The Dream Keeper di Hughes nel 1932.
Dopo la morte di Hughes il 22 maggio 1967, le sue ceneri furono sepolte nello Schomburg Center for Research in Black Culture ad Harlem sotto un cosmogramma ispirato a The Negro Speaks of Rivers. Il cosmogramma si intitola Rivers ed è stato disegnato da Houston Conwill. Al centro del cosmogramma c'è la frase: "La mia anima è cresciuta in profondità come i fiumi".
Pearl Primus, una coreografa di danza, ha sviluppato un lavoro basato sulla poesia.